# Canal du Midi

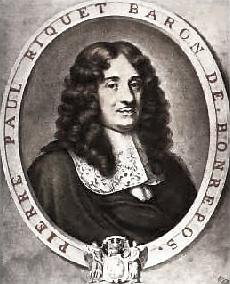
Pierre-Paul Riquet

Canal du Midi [kanal dymidy] je 240 km dlouhý průplav mezi Toulouse a Sète ve Francii, vybudovaný v letech 1666–1682. Technicky náročné vodní dílo, které muselo překonat výškové rozdíly 57 a téměř 190 m, spojilo Atlantský oceán se Středozemním mořem; odtud označení canal des Deux Mers, „Kanál dvou moří“. Na něj později navázal paralelní průplav podél řeky Garonny a další díla, která významně ovlivnila hospodářství celé oblasti. Průkopnické technické dílo dnes slouží hlavně turistice. Canal du Midi byl v roce 1996 zapsán na Seznam světového dědictví UNESCO.

## Historie
Myšlenka propojit Atlantský oceán se Středozemním mořem a vyhnout se tak oklice přes Gibraltarský průliv se objevila už ve starověku, ožila v 16. století, kdy potřeba dopravy velkých objemů zboží stoupala a vodní doprava byla jediným schůdným řešením. Myšlenky se později ujal místní šlechtic a správce královské daně Pierre-Paul Riquet, který přesvědčil krále Ludvíka XIV. o technické uskutečnitelnosti díla. Mnoho předchozích projektů ztroskotalo na tom, že kanál musí překonávat rozvodí Atlantského oceánu a Středozemního moře, a nemá tedy jednotný spád. Riquet využil zkušeností se stavbou podobného průplavu Briare, který spojil Loiru se Seinou a zjistil, že nedaleko rozvodí jsou zdroje vody, které lze zadržet v nádrži a jimi pak kanál zásobovat. Na svém statku pak postavil podrobný model, na němž studoval vodní poměry.
Roku 1666 král Ludvík XIV. stavbu povolil a svěřil ji Riquetovi, který ji pak s dalšími odborníky projektoval a vedl. Podílel se také 20 % nákladů na stavbě (40 % financoval stát a 40 % kraj), která byla dokončena až rok po jeho smrti a stala se dědictvím jeho rodiny. Z původních odhadů na 10 milionů liber se náklady vyšplhaly na 17 až 18 milionů. Na stavbě, která musela překonávat i další technické problémy (například tunel v Malpas, řadu mostů přes řeky atd.), pracovalo asi 12 000 lidí, zčásti sezónně. Riquet je však velmi dobře platil a zajistil jim i placené svátky a podporu v nemoci. V letech 1667–1671 byl vybudován úsek z Toulouse do rozvodí v Naurouze a do Trebes, kde roku 1672 začal pravidelný provoz. V letech 1671–1682 byla vybudována druhá větev do Sète a roku 1683 byl zahájen provoz. Po Riquetovi, který roku 1680 zemřel, vedl stavbu jeho spolupracovník F. Andréossy.
Roku 1686 pověřil král revizí průplavu slavného pevnostního architekta Vaubana, který jej v následujících osmi letech podstatně zdokonalil a rozšířil, včetně 49 akvaduktů a mostů přes řeky, které zajistily pravidelné zásobování vodou po celý rok. Roku 1776 byl vybudován spojovací průplav do Narbonne, roku 1810 bylo napojeno Carcassonne a v letech 1836–1857 byl vybudován paralelní průplav k řece Garonně z Toulouse do Bordeaux, který zajistil pravidelný provoz na celé trase. Lodě tahali koně a muly, roku 1857 bylo přepraveno 110 milionů tunokilometrů a přes 100 tisíc osob. Od 80. let 19. století začala kanálu konkurovat železnice, ve 30. letech se sice provoz oživil díky motorovým člunům, brzy však ustal a od 70. let 20. století slouží kanál převážně turistice (přes 10 tisíc lodí ročně). Kromě toho slouží k zavodňování asi 40 tisíc ha půdy.

## Popis

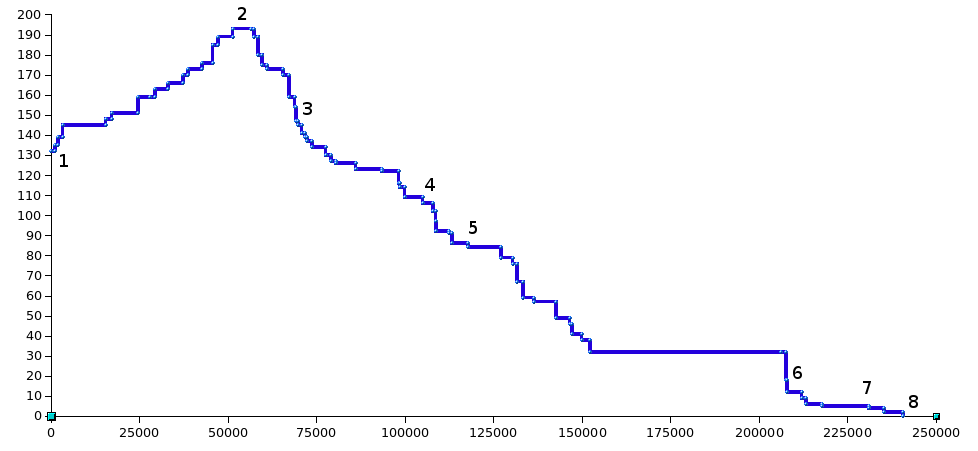
Výškový profil kanálu:
1 – Toulouse
2 – Naurouze, rozvodí
4 – Carcassonne
5 – Trebes
8 – Sete (ústí)

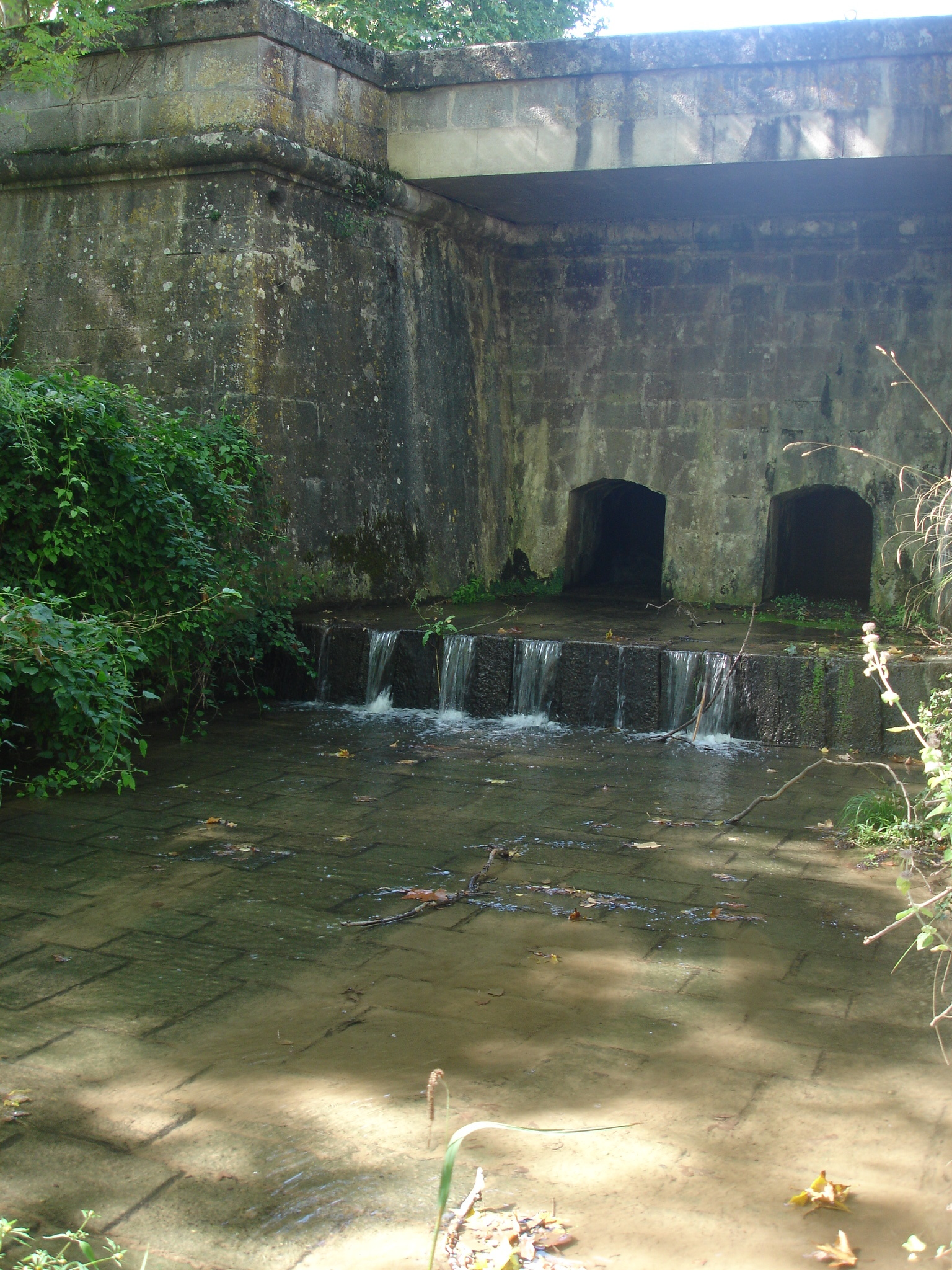
Nádrž přiváděče v Naurouze

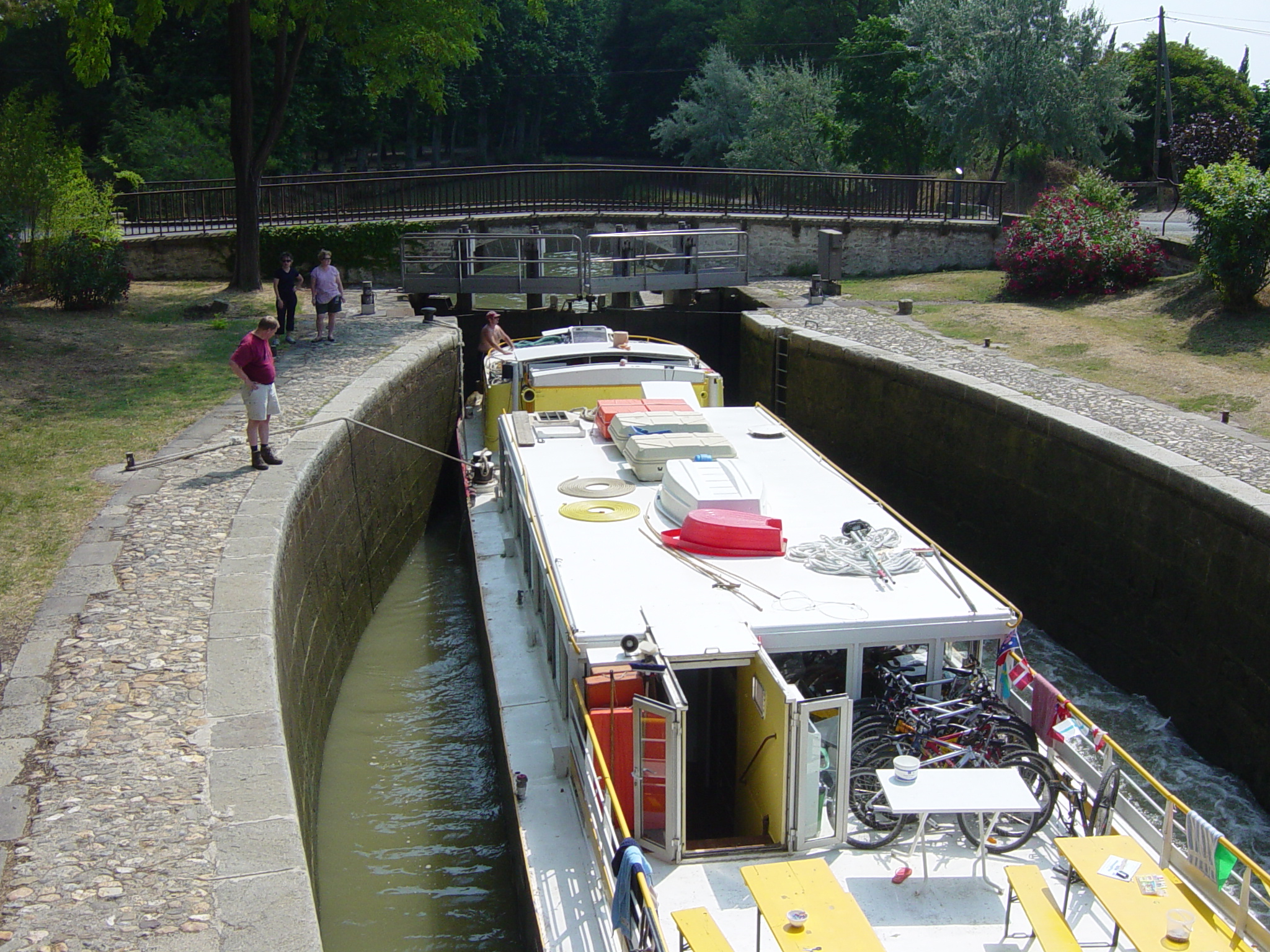
Plavební komora l’Aiguille

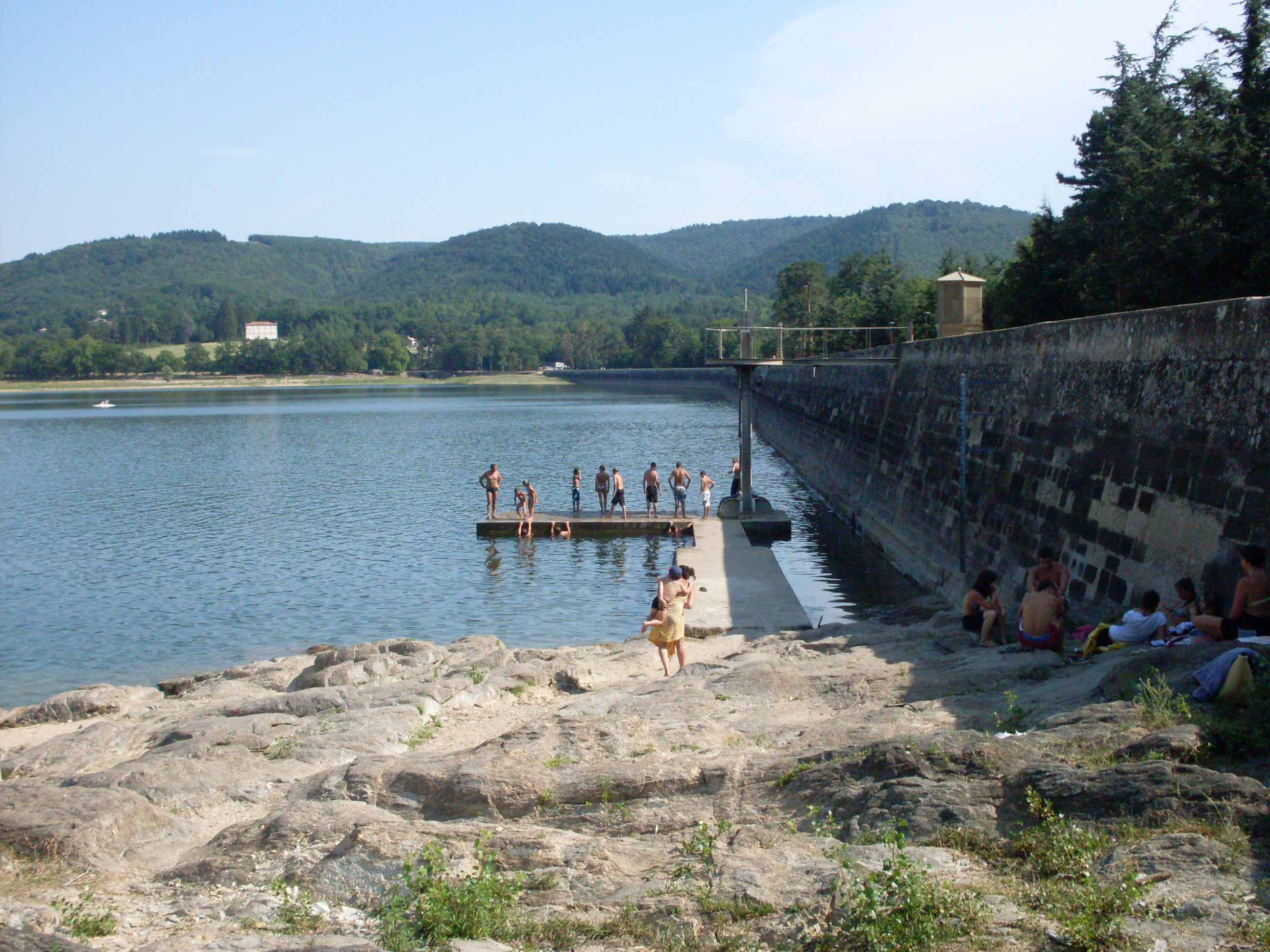
Hráz v Saint-Ferréol

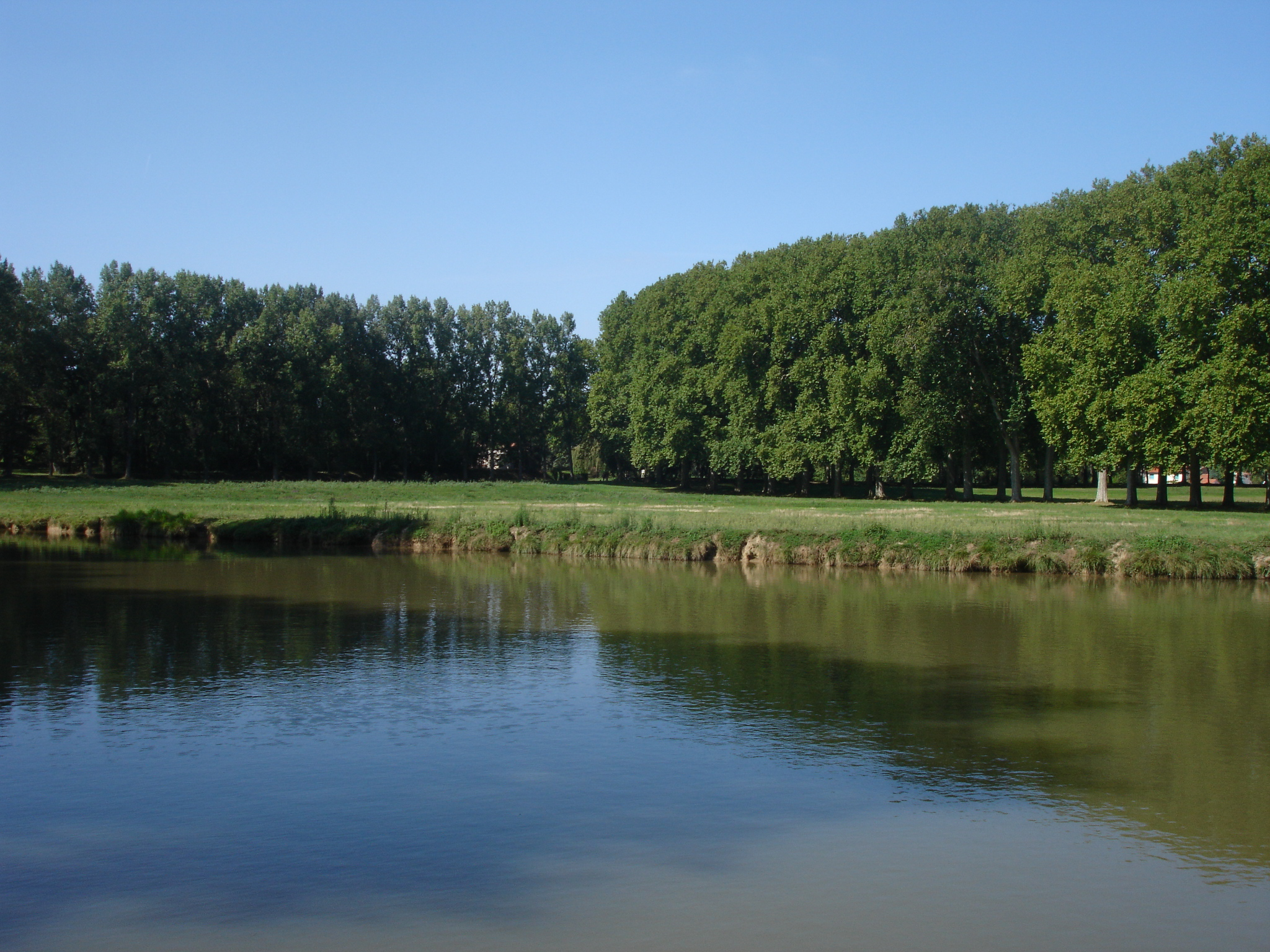
Nádrž v Naurouze

Profil průplavu byl původně navržen na šířku 18 m na hladině, 10 m u dna, povolený ponor 1,6 m. Plavební komory měly šířku 6 m a délku 30 m, po špatných zkušenostech s hroucením bočních stěn je však Riquet začal stavět jako oválné s max. šířkou 10 m. Na průplavu je 63 zdymadel, 126 mostů, 55 akvaduktů, 7 kanálových mostů, 6 přehrad a 1 tunel.
Výškový profil nejprve stoupá z Toulouse na rozvodí v Naurouze o 57 m a pak klesá o 189,4 m do Sete u Středozemního moře. Do rozvodí se přivádí ze vzdálenosti asi 30 km voda, shromážděná z potoků a říček na úpatí Černé hory (Montagne noire) do hlavní nádrže (jezero Saint-Ferréol) o rozloze 67 ha a několika pomocných, které dodávají ročně přes 90 milionů m² vody. Na hospodaření s vodou se podílí i řada řek, které také odvádějí přebytečnou vodu.

## Plavební komory
| Název komory               | Počet stupňů | Nadmořská výška | Vzdálenost k příští komoře |
| Canal latéral à la Garonne | –            | 132 m           | 1044 m                     |
| Béarnais                   | 1            | 135 m           | 951 m                      |
| Minimes                    | 1            | 139 m           | 1260 m                     |
| Bayard                     | 1            | 145 m           | 12 177 m                   |
| Castanet                   | 1            | 148 m           | 1705 m                     |
| Vic                        | 1            | 151 m           | 7495 m                     |
| Montgiscard                | 1            | 159 m           | 3195 m                     |
| Ayguesvives                | 2            | 159 m           | 1502 m                     |
| Sanglier                   | 2            | 163 m           | 3703 m                     |
| Négra                      | 1            | 166 m           | 4210 m                     |
| Laval                      | 2            | 170 m           | 1428 m                     |
| Gardouch                   | 1            | 173 m           | 4097 m                     |
| Renneville                 | 1            | 176 m           | 2843 m                     |
| Encassan                   | 2            | 185 m           | 1560 m                     |
| Emborrel                   | 1            | 189 m           | 4157 m                     |
| Océan                      | 1            | 193 m           | 5190 m                     |
| Méditerranée               | 1            | 193 m           | 789 m                      |
| Roc                        | 2            | 189 m           | 1271 m                     |
| Laurens                    | 3            | 180 m           | 1138 m                     |
| Domergue                   | 1            | 175 m           | 1233 m                     |
| La Planque                 | 1            | 173 m           | 4678 m                     |
| Saint-Roch                 | 4            | 170 m           | 1533 m                     |
| Gay                        | 2            | 159 m           | 1653 m                     |
| Vivier                     | 3            | 154 m           | 418 m                      |
| Guillermin                 | 1            | 147 m           | 583 m                      |
| Saint-Sernin               | 1            | 145 m           | 937 m                      |
| Guerre                     | 1            | 141 m           | 1094 m                     |
| Peyruque                   | 1            | 139 m           | 498 m                      |
| La Criminelle              | 1            | 137 m           | 1388 m                     |
| Tréboul                    | 1            | 134 m           | 3800 m                     |
| Villepinte                 | 1            | 130 m           | 1685 m                     |
| Sauzens                    | 1            | 127 m           | 1219 m                     |
| Bram                       | 1            | 126 m           | 5592 m                     |
| Béteille                   | 1            | 123 m           | 7471 m                     |
| Villesèquelande            | 1            | 122 m           | 4740 m                     |
| Lalande                    | 2            | 116 m           | 270 m                      |
| Herminis                   | 1            | 114 m           | 1376 m                     |
| La Douce                   | 1            | 109 m           | 5122 m                     |
| Carcassonne                | 1            | 106 m           | 2874 m                     |
| Saint-Jean                 | 1            | 102 m           | 763 m                      |
| Fresquel Double            | 2            | 97 m            | 105 m                      |
| Fresquel Simple            | 1            | 92 m            | 3763 m                     |
| Évêque                     | 1            | 91 m            | 750 m                      |
| Villedubert                | 1            | 86 m            | 4641 m                     |
| Trèbes                     | 3            | 84 m            | 9210 m                     |
| Marseillette               | 1            | 79 m            | 3308 m                     |
| Fonfile ou Rachin          | 3            | 76 m            | 1242 m                     |
| Saint-Martin               | 2            | 67 m            | 1763 m                     |
| L'Aiguille                 | 2            | 59 m            | 3039 m                     |
| Puichéric                  | 2            | 57 m            | 6313 m                     |
| Jouarres                   | 1            | 49 m            | 3688 m                     |
| Homps                      | 1            | 46 m            | 688 m                      |
| Ognon                      | 2            | 41 m            | 2726 m                     |
| Pechlaurier                | 2            | 38 m            | 2485 m                     |
| Argens                     | 1            | 32 m            | 53 869 m                   |
| Fonserannes                | 6            | 32 m            | 1500 m                     |
| Orb                        | 1            | 18 m            | 200 m                      |
| Béziers                    | 1            | 12 m            | 4100 m                     |
| Ariège                     | 1            | 9 m             | 1344 m                     |
| Villeneuve                 | 1            | 6 m             | 4466 m                     |
| Portiragnes                | 1            | 5 m             | 13 158 m                   |
| Agde                       | 1            | 4 m             | 4447 m                     |
| Bagnas                     | 1            | 2 m             | 5282 m                     |
| Ústí v l'Étang de Thau     | –            | 0 m             | –                          |